# Курська АЕС-2
Курська АЕС-2 — атомна електростанція, будується у селі Макарівка Курчатовського району Курської області. 29 квітня 2018 року залиті перші кубометри бетону у фундаментну плиту реакторної будівлі енергоблоку № 1.
Це найближча іноземна АЕС до кордонів України (близько 60 км). Відстань до м. Суми складає 100 км, а до Глухова — 110 км по прямій.

## Історія будівництва
Станція планується як станція, що замінить нині діючу Курську АЕС, у міру закінчення ресурсу останньої. Тому перші два енергоблоки Курської АЕС-2 планується ввести в дію до виведення двох перших блоків Курській АЕС (орієнтовно 2020 рік). У зв'язку з цим Росенергоатом у 2012 році намагався скоротити терміни будівництва з введенням перших блоків в 2019—2021 роках, проте нині введення в експлуатацію 1-го блоку заплановане на 2023 рік.
Головним конструктором реакторної установки є дослідне конструкторське бюро Гідропрес, науковим керівником проекту Курської АЕС-2 — національний дослідницький центр" Курчатовський інститут, виконавцем інженерних вишукувань і розробником базової частини проекту — Атоменергопроект (в 2015 році увійшов до складу Інжинірингового дивізіону Держкорпорації Росатом).

### 2013 рік
23 січня в Курчатові відбулося офіційне відкриття офісу дирекції генерального підрядника з будівництва Курської АЕС-2 (філія Нижньогородської інжинірингової компанії «Атоменергопроект»).
31 січня оголошено про початок проведення підготовчих робіт, зокрема, з проектування гідротехнічних споруд та схеми видачі потужності, закупівлю обладнання.
12 вересня в місті Курчатові пройшли громадські слухання з питання будівництва Курської АЕС-2.
У жовтні розпочались роботи з ремонту будівельних баз, побудованих при спорудженні діючої станції.

### 2014 рік
19 червня було вийнято перший ківш землі, на місці майбутнього будівництва Курської АЕС-2.
5 вересня була закладена пам'ятна капсула у фундамент нового автодорожнього мосту на майданчику спорудження станції заміщення Курська АЕС-2.
На 25 вересня на будівельному майданчику працювало 650 осіб. До кінця року число будівельників планувалося довести до 2000 осіб.

### 2016 рік
31 травня 2016 року отримано рішення Федеральної служби з екологічного, технологічного і атомного нагляду Російської Федерації (Ростехнагляд) про видачу ліцензії на спорудження Курської АЕС-2.

### 2017 рік
21 грудня 2017 року почалося армування фундаментної плити 1-го енергоблоку, а також у неї був урочисто закладений пам'ятний знак — муфта з написом: «Майбутнє закладається сьогодні. Перша муфта інноваційного енергоблоку ВВЕР-ТОІ».

### 2018 рік
21 лютого 2018 року завершено початковий етап монтажу першого з п'яти 40-тонних баштових кранів GIRAFFE TDK-40.1100 російського виробництва.
29 квітня 2018 року залиті перші кубометри бетону у фундаментну плиту реакторної будівлі енергоблоку № 1.
2 липня 2018 року закінчена заливка фундаментної плити будівлі реакторного енергоблоку № 1. Всього було укладено понад 16 тисяч кубометрів самоущільнюючої бетонної суміші. Розробка складу бетонної суміші виконана фахівцями АТ «Всеросійський науково-дослідний інститут гідротехніки імені Б. Є. Вєдєнєєва». Виготовлення та постачання бетонної суміші здійснювали ТОВ НВО «КВАНТ» і ТОВ «ЮМІС».
5 липня 2018 року розпочато заливку контурних стін реакторної будівлі енергоблоку № 1.
8 серпня 2018 року фахівці ТОВ «Трест Росспеценергомонтаж» (Трест РосСЕМ) завершили перший етап зведення стін реакторного відділення енергоблоку № 1 — звели стіни з позначки -5,400 до позначки -2,150. Так само працівники тресту виконали роботи з монтажу укрупнених арматурних блоків загальною масою 413 тонн і заклали 859 кубічних метрів бетону.
15 жовтня 2018 року на територію АЕС-2 поставлена пастка розплаву енергоблоку № 1.
1 листопада 2018 року на майданчику спорудження 2-го енергоблоку, почалися перші електромонтажні роботи — датчиків автоматизованої системи контролю напружено-деформованого стану. Роботи на основі для реакторної будівлі 2-го енергоблоку проводяться до заливки «першого бетону», дата якого прийнята за початок зведення енергоблоку.
13 листопада 2018 року на енергоблоці № 1 розпочато монтаж пристрою локалізації розплаву: на штатне місце встановлено перший елемент пристрою — корпус пастки.

### 2019 рік
15 квітня розпочато будівництво другого енергоблоку.
21 червня завершено бетонування фундаментної плити допоміжної реакторної будівлі енергоблоку № 2.
15 липня завершено бетонування перекриття кільцевого коридору системи попереднього напруження захисної оболонки енергоблоку № 1.
28 серпня завершено бетонування фундаментної плити будівлі енергопостачання енергоблоку № 2.
30 вересня на енергоблоці № 1 завершився монтаж другого ярусу внутрішньої захисної оболонки реактора.
25 листопада на енергоблоку № 2 встановили в проектне положення корпус пристрою локалізації розплаву активної зони, так звану «пастку розплаву».

## Керівництво
- Митрофанов Микола Сергійович — перший заступник директора зі спорудження нових блоків філії АТ «Концерн Росенергоатом» «Курська атомна станція».

## Інформація про енергоблоки
| Енергоблок        | Тип реакторів | Потужність | Потужність | Початок будівництва | Підключення до мережі | Введення в експлуатацію | Закриття |
| Енергоблок        | Тип реакторів | Чистий     | Брутто     | Початок будівництва | Підключення до мережі | Введення в експлуатацію | Закриття |
| ----------------- | ------------- | ---------- | ---------- | ------------------- | --------------------- | ----------------------- | -------- |
| Курськ 2-1        | ВВЕР-ТОІ      | 1115 МВт   | 1255 МВт   | 29.04.2018          | 2023-2024(план)       | 2023 (план)             |          |
| Курськ 2-2        | ВВЕР-ТОІ      | 1115 МВт   | 1255 МВт   | 15.04.2019          | 2024-2025(план)       | 2024 (план)             |          |
| Курськ 2-3 (план) | ВВЕР-ТОІ      | 1115 МВт   | 1255 МВт   |                     |                       | 2026 (план)             |          |
| Курськ 2-4 (план) | ВВЕР-ТОІ      | 1115 МВт   | 1255 МВт   |                     |                       | 2029 (план)             |          |